# Petra Welteroth

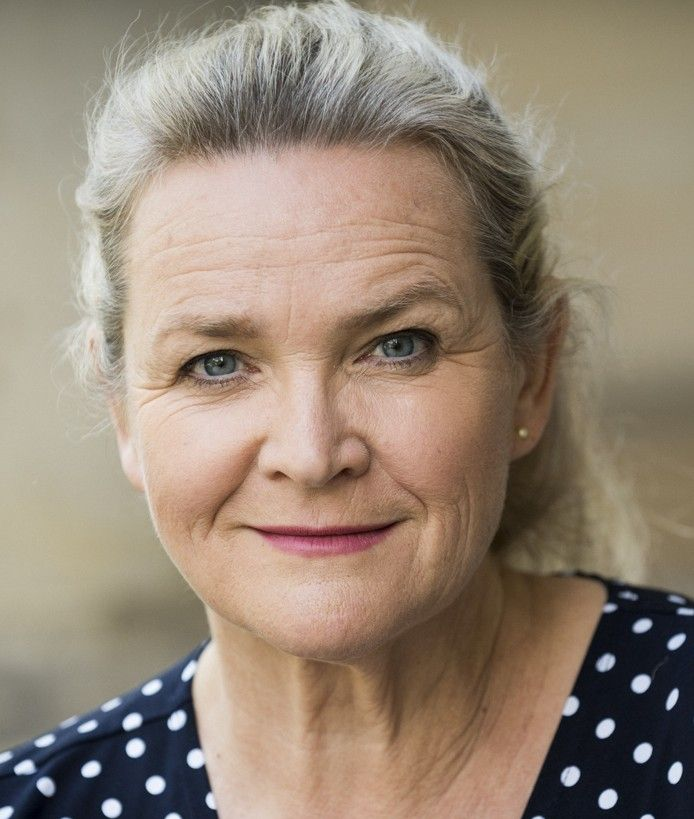
Petra Welteroth, 2018

Petra Welteroth (* 1959 in Eitorf, Nordrhein-Westfalen) ist eine deutsche Schauspielerin sowie (Jazz)-Sängerin.

## Leben
Petra Welteroth wurde von 1978 bis 1981 im Theater der Keller in Köln ausgebildet. Von 1981 bis 1984 war sie Mitglied des Ensembles am Stadttheater Ingolstadt. Danach arbeitete sie an verschiedenen, deutschsprachigen Theatern sowie für Film und Fernsehen. Nach einem Festengagement am Badischen Staatstheater Karlsruhe kam sie im Jahr 2000 an das Theater Aachen, an dem sie bis 2005 spielte. 2004 verlieh ihr die Stadt dort den Kurt-Sieder-Preis. 2013 erhielt sie den Roswitha-Ring. Seit 2005 arbeitet sie freiberuflich.

## Filmografie
- 1982: Dazwischen (Fernsehfilm)
- 1989: Bei und im Viertel (Fernsehfilm)
- 1990: Heidi und Erni (Fernsehserie, 22 Folgen)
- 1990–1993: Moselbrück (Fernsehserie, 6 Folgen)
- 1994: Tag der Abrechnung – Der Amokläufer von Euskirchen (Fernsehfilm)
- 1996–1999: Lukas (Fernsehserie, 4 Folgen)
- 2005: Bloch (Fernsehserie, 1 Folge)
- 2007: Teufelsbraten (Fernsehfilm)
- 2007: Tatort – Roter Tod
- 2008: Hardcover
- 2008: Mord mit Aussicht (Fernsehserie, Folge Vatertag)
- 2008: Vater aus Liebe (Fernsehfilm)
- 2009: Unter Bauern – Retter in der Nacht
- 2010: Lindenstraße (Fernsehserie, 1 Folge)
- 2011–2012: Fluch des Falken (Fernsehserie, 39 Folgen)
- 2012: Das Millionen Rennen (Fernsehfilm)
- 2012: Geliebtes Kind (Fernsehfilm)
- 2012: Auf Anfang (Kurzfilm)
- 2013: Heiter bis tödlich – Zwischen den Zeilen (Fernsehserie, 1 Folge)
- 2013: Familie Undercover (Fernsehserie)
- 2014: Die kalte Wahrheit
- 2014: Heldt – Die schwarze Witwe
- 2014: Sternstunde ihres Lebens (Fernsehfilm)
- 2014: Weihnachten für Einsteiger (Fernsehfilm)
- 2014: Die kalte Wahrheit (Fernsehfilm)
- 2015: Und dann noch Paula – Otternase ist kein Name
- 2015: Rentnercops: Jeder Tag zählt! – Neue Männer braucht das Land
- 2016: Mama geht nicht mehr (Fernsehfilm)
- 2016, 2022, 2023: SOKO Köln (Fernsehserie) – Die Beatles von Bocklemünd, Mordsgeschichten, Unter Schafen
- 2019: Eine Klasse für sich (Fernsehfilm)
- 2020: SOKO Wismar (Fernsehserie, 1 Folge)
- 2022: Axiom (Kinofilm)
- 2022: Mord mit Aussicht (Fernsehserie, Folge Die letzten ihrer Art)
- 2024: In aller Freundschaft (Fernsehserie, Folge Vertrauen ist gut)
- 2024: Bettys Diagnose (Fernsehserie, Folge Kampfgeist)
- 2025: Sechswochenamt

## Veröffentlichungen
- CD Zufällig Absicht! (mit Heribert Leuchter, Manfred Hilgers, Lothar Galle-M.)
- CD Nah dran. Chanson, Jazz. Leuchter, Aachen 2007.